# Бад Лобенштајн
Бад Лобенштајн (њем. Bad Lobenstein) град је у њемачкој савезној држави Тирингија. Једно је од 76 општинских средишта округа Зале-Орла. Према процјени из 2010. у граду је живјело 6.570 становника. Посједује регионалну шифру (AGS) 16075062.

## Географски и демографски подаци
Бад Лобенштајн се налази у савезној држави Тирингија у округу Зале-Орла. Град се налази на надморској висини од 560 метара. Површина општине износи 48,9 km². У самом граду је, према процјени из 2010. године, живјело 6.570 становника. Просјечна густина становништва износи 134 становника/km².

## Међународна сарадња
| Мјесто | Држава    | Врста сарадње | Од    |
| ------ | --------- | ------------- | ----- |
| Ровињ  | Хрватска  | пријатељство  | 2000. |
| Белфор | Француска | пријатељство  | 2000. |
| Извор  |           |               |       |